# Drake Berehowsky
Drake Berehowsky (* 3. Januar 1972 in Toronto, Ontario) ist ein ehemaliger kanadischer Eishockeyspieler, -trainer und -funktionär, der im Verlauf seiner aktiven Karriere zwischen 1988 und 2006 unter anderem 571 Spiele für die Toronto Maple Leafs, Pittsburgh Penguins, Edmonton Oilers, Nashville Predators, Vancouver Canucks und Phoenix Coyotes in der National Hockey League auf der Position des Verteidigers bestritten hat. Seinen größten Karriereerfolg feierte Berehowsky jedoch in Diensten der Eisbären Berlin aus der Deutschen Eishockey Liga mit dem Gewinn des Deutschen Meistertitels in der Spielzeit 2005/06. Zwischen 2016 und 2022 war Berehowsky als Cheftrainer und General Manager bei den Orlando Solar Bears aus der ECHL tätig.

## Karriere

### Spielerkarriere
Berehowsky begann seine Karriere 1988 in der kanadischen Juniorenliga Ontario Hockey League bei den Kingston Raiders. Dort gehörte er bereits in seiner ersten Saison zu den Leistungsträgern und erzielte in 63 Spielen 46 Scorerpunkte. Nachdem das Team zu Beginn der Spielzeit 1989/90 den Besitzer wechselte und sich fortan Kingston Frontenacs nannte, verlor er seinen Stammplatz, zeigte in den lediglich neun Partien, die er absolvierte, dennoch gute Leistungen. Während des NHL Entry Draft 1990 wurde er von den Toronto Maple Leafs aus der National Hockey League in der ersten Runde an insgesamt zehnter Position ausgewählt. 1990 bekam der gelernte Verteidiger erstmals die Chance sich in der NHL zu beweisen. Er wurde in acht Spielen eingesetzt und erzielte dabei einen Assist. In den folgenden Jahren spielte der Rechtsschütze überwiegend in der American Hockey League für die St. John’s Maple Leafs, dem damaligen Farmteam der Toronto Maple Leafs, nachdem er in der Spielzeit 1991/92 als bester Verteidiger der OHL und CHL mit der Max Kaminsky Trophy und dem CHL Defenceman of the Year Award ausgezeichnet worden war. Die Spielzeit 1992/93 verlief sportlich besonders positiv. Neben stets guten Leistungen in der AHL, spielte er sich in den Kader der Toronto Maple Leafs und konnte in 41 Spielen 19 Scorerpunkte erzielen, sowie eine Plus/Minus-Statistik von +1 aufweisen.
Zum Ende der Saison 1994/95 schloss sich der damals 23-jährige den Pittsburgh Penguins an. Auch in Pittsburgh gelang ihm nicht der Durchbruch. Nach einer weiteren durchaus erfolgreichen Station bei den Edmonton Oilers, für die 67 Mal auf dem Eis stand, unterschrieb er als Free Agent im Sommer 1998 einen Vertrag beim damaligen Liganeuling Nashville Predators. Hier entwickelte sich Berehowsky zum Stammspieler und Leistungsträger. In den drei Jahren, die er bei den Predators unter Vertrag stand, absolvierte er 219 Spiele und erzielte dabei 73 Punkte.
Weitere Karrierestationen in den folgenden Jahren waren neben den Phoenix Coyotes auch die Vancouver Canucks, mit denen er in der ersten Runde der Stanley-Cup-Playoffs 2001 ausschied. Es folgte ein erneutes kurzes Intermezzo in Pittsburgh, ehe er während der Saison 2003/04 in seine Heimatstadt, nach Toronto zurückkehrte. Dort absolvierte er letzten Endes nur neun Spiele, konnte mit den Maple Leafs allerdings das Play-off-Halbfinale der Eastern Conference erreichen, wo das Team in einer hart umkämpften Serie knapp mit 2:4 Spielen an den Philadelphia Flyers scheiterte.
Während des NHL-Lockout der Saison 2004/05 spielte er in der schwedischen HockeyAllsvenskan für Skellefteå AIK. Nach einer weiteren anschließenden Saison bei den San Antonio Rampage in der AHL, konnte ihn das Management der Eisbären Berlin während der laufenden Spielzeit von einem Engagement in der deutschen Hauptstadt überzeugen. Berehowsky trug daraufhin 19-mal das Trikot der Eisbären und krönte seine Karriere letzten Endes mit dem Gewinn des Deutschen Meistertitels. Nach Ablauf der Saison 2005/06 beendete er im Alter von 34 Jahren seine aktive Karriere und begann im Trainerbereich tätig zu werden.

### Trainerkarriere
Seine erste Station war ein Assistenztrainerposten bei den Barrie Colts aus der OHL in der Saison 2007/08. Ein weiteres Engagement in derselben Funktion folgte von 2009 bis 2012 bei den Peoria Rivermen aus der American Hockey League. Anschließend übernahm Berehowsky im Juni 2012 als Cheftrainer mit den neu gegründeten Orlando Solar Bears aus der ECHL erstmals die Leitung eines Franchise. Allerdings kehrte er nach nur einem Jahr in seine kanadische Heimat zurück, wo er zwei Spielzeiten Cheftrainer der Lethbridge Hurricanes in der OHL war, anschließend vom Beginn der Saison 2015/16 an Assistenztrainer beim Ligakonkurrenten Sudbury Wolves. Von November 2016 an war er wieder als Cheftrainer der Orlando Solar Bears in der ECHL tätig und zudem ab dem Beginn der Spielzeit 2017/18 auch deren General Manager. Nach der Saison 2021/22 zog sich der Kanadier von seinen Ämtern zurück.

## Erfolge und Auszeichnungen
| - 1988 Jack Ferguson Award - 1992 Max Kaminsky Trophy - 1992 CHL Defenceman of the Year | - 1992 OHL First All-Star Team - 1992 CHL First All-Star Team - 2006 Deutscher Meister mit den Eisbären Berlin |

## Karrierestatistik
(Legende zur Spielerstatistik: Sp oder GP = absolvierte Spiele; T oder G = erzielte Tore; V oder A = erzielte Assists; Pkt oder Pts = erzielte Scorerpunkte; SM oder PIM = erhaltene Strafminuten; +/− = Plus/Minus-Bilanz; PP = erzielte Überzahltore; SH = erzielte Unterzahltore; GW = erzielte Siegtore; 1 Play-downs/Relegation; Kursiv: Statistik nicht vollständig)